# Jean Descola
Jean Descola (Paris, 1909 - París, 12 de septiembre de 1981), hispanista, historiador y periodista francés.

## Biografía
Hijo de un médico, pasó su infancia en la región pirenaica francesa de Ariege, cercana a la frontera española, donde surgió su interés por los temas hispánicos. Es autor de una excelente Historia de la literatura española, de una bien enfocada Historia de la España Cristiana, traducida en 1956 por Consuelo Bergés, condecorada con el premio de traducción fray Luis de León, y que le valió al profesor francés la Encomienda de Isabel la Católica; de Los conquistadores y de Los libertadores. Profesor del Instituto Católico de París, fue también periodista, director de ediciones de Laftont y director del Centro Iberoamericano de Estudios e Investigaciones de París. Durante su última enfermedad corrigió una biografía de Francisco Pizarro.
Escribió también la novela Las iluminaciones del hermano Santiago, evocación del Siglo de Oro y, también, una especie de viaje picaresco y espiritual alrededor de casi todo el mundo, con amplias referencias a la mística española (Juan de la Cruz y Teresa de Ávila). Otras publicaciones del profesor Descola son Los escritores y la política, Horas trascendentales de España, La vida cotidiana en la España del tiempo de Carmen, Historia literaria de España y Oh España, publicada en castellano en 1976. En este último libro abarca desde finales del siglo XIX al posfranquismo.

## Obras

### Históricas
- Histoire d’Espagne (des origines à nos jours), Paris, Libraire A. Fayard, 1959; Histoire d'Espagne: Nouvelle édition revue et augmentée... Paris: Fayard, 1967. Premio Thiers de la Academia Francesa (1979).
- Les conquistadors: la découverte et la conquête de l'Amérique latine, Paris: A. Fayard, 1954, traducida como Los conquistadores del imperio español.
- Les libertadors, Paris: A. Fayard; Ottawa: Le Cercle du Livre de France, 1957, traducida como Los libertadores, Barcelona, Editorial Juventud [1960].
- Les libertadors: l'émancipation de l'Amérique latine, 1810-1830, Paris: Fayard, 1978.
- La Trilogie Españole: Histoire d'Espagne, Les Conquistadors, Les Libertadores Paris: Libr. A. Fayard, 1954-1959.
- Les messagers de l'indépendance; les Français en Amérique latine, de Bolivar à Castro. Paris, R. Laffont [1973].
- Le Pérou, la Bolivie, l'Équateur Paris: Larousse, 1977.
- Histoire de l'Espagne chrétienne. Paris, R. Laffont 1951, traducida como Historia de la España cristiana, Madrid, Aguilar, 1954.
- Les Grandes heures de l'Espagne. Paris, Perrin [1970], traducida como Horas trascendentales de España, Barcelona: Juventud, 1975.
- Le Mexique, Paris: Larousse, 1978.
- La vie quotidienne au Perou au temps des Espagnols, 1710-1820. Paris: Hachette, 1962.
- La vie quotidienne en Espagne au temps de Carmen (1833-1868). Paris: Hachette, 1971, traducida como La vida cotidiana en la España del tiempo de Carmen
- La vida cotidiana en la España romántica, 1833-1868, Barcelona: Editorial Argos Vergara, 1984.
- El infortunado descubridor de un mundo: Colón y su gesta, Barcelona: Editorial Juventud, 1961.
- Hernán Cortés, Barcelona: Ed. Juventud, 1978.

### Literarias
- Les Velléitaires: roman, Paris: Éditions la Bourdonnais, 1939.
- Les illuminations de frère Santiago: roman, Paris: A. Michel, 1979; traducida como Las iluminaciones del hermano Santiago, Barcelona: Argos-Vergara, 1979.
- "Le revenant de Compostelle; ou, L'aventure commence avec la mort, conte fantastique". Oeuvres libres. [Nouv. sér] no. 34 (v. 260).

### Historia de la literatura española
- Histoire littéraire de l'Espagne; de Sénèque à Garcia Lorca Paris: Fayard, 1966, trad. como Historia literaria de España: de Séneca a García Lorca Madrid: Gredos, 1969.
- Quintessence de Saint Jean de la Croix Paris: La Colombe, 1954.
- Le Cantique spirituel: ode d'amour divin entre Jésus-Christ et l'âme dévote, Paris: A. Redier, ¿1932?

### Ensayos
- Symphonie mexicaine, Paris: Del Duca, 1956.
- Quand les jésuites sont au pouvoir. Paris, A. Fayard [1956]
- Los escritores y la política
- Ô Espagne, Paris: A. Michel, 1976; traducido como Oh España, Barcelona: Librería Editorial Argos, 1976.